# 10049 Vorovich
A 10049 Vorovich (ideiglenes jelöléssel 1986 TZ11) a Naprendszer kisbolygóövében található aszteroida. Ljudmila Georgijevna Karacskina fedezte fel 1986. október 3-án.